# Ajax (veiligheid)
Ajax Brandbeveiliging is een Nederlands bedrijf in brandbeveiliging onder meer bekend van het maken van brandblussers en brandhaspels en maakt sinds 2008 deel van het Britse beveiligingsbedrijf Chubb Fire & Security.
Het bedrijf werd in 1910 opgericht aan de Cruquiusweg in Amsterdam onder de naam "J. de Boer" toen ondernemer Jan de Boer naast zijn handel in scheepsbenodigdheden ook brandblussers en brandweerauto's ging fabriceren. In 1920 werd voor de brandblussers gekozen voor de merknaam "Ajax" genoemd naar de gehelmde Griekse held. Omdat de zoon van Jan de Boer, Jan de Boer jr., jarenlang als doelman bij de Amsterdamse voetbalclub met die naam speelde gaf de club in 1928 ook toestemming die naam te gebruiken en werd het door Jan de Boer bedachte logo met de club gedeeld. Tot 1980 bleef het een familiebedrijf en in 2008 werd het bedrijf overgenomen door United Technologies Corporation (UTC) en samengevoegd met Chubb Fire & Security maar de merknaam Ajax bleef gehandhaafd. 
Door Amsterdam werd het bedrijf benaderd het huidige terrein te verlaten omdat hier rondom woningbouw was gepland. Het bedrijf met in Amsterdam 150 medewerkers heeft hier gehoor aan gegeven, ook wegens ruimtegebrek en de slechte bereikbaarheid, en heeft gekozen na 105 jaar Amsterdam te verlaten en te kiezen voor een nieuw pand samen met het moederbedrijf in Papendorp in Utrecht. Ook voor de regionale activiteiten werd naar een nieuwe locatie gezocht waardoor nog eens 100 arbeidsplaatsen in Amsterdam verdwenen.

## Trivia
Brandblussers van het merk Ajax gaven in Rotterdam bij Feyenoordgezinden nogal wat weerstand. Daarom werd een zwarte sticker gemaakt waarop de merknaam Ajax werd vervangen door de merknaam Feyenoord in hetzelfde lettertype en deze kon op de brandblusser over het Ajaxlogo heen worden geplakt.